# James A. Porter
Ne doit pas être confondu avec James Porter.
Pour les articles homonymes, voir Porter.
James A. Porter (Baltimore, 1905 — 1970) est un historien de l'art, artiste et enseignant afro-américain. Il est surtout connu pour avoir établi le domaine de l'histoire de l'art afro-américain et a été influent dans le mouvement de l'art afro-américain.

## Biographie

### Jeunesse et formation
James Amos Porter naît à Baltimore le 22 décembre 1905. Son père est un ministre épiscopal méthodiste africain et sa mère est enseignante. Son frère John lui apprend à peindre. Il fréquente les écoles de Washington D.C. entre 1918 et 1923, puis l'université Howard. Sous la direction de James V. Herring (en), chef du département d'art de l'université Howard, Porter étudie la peinture, le dessin et l'histoire de l'art. Porter obtient son diplôme de l'université Howard en 1926. Il étudie également wpour obtenir un diplôme au Teachers College de l'université Columbia,.
Après avoir obtenu son diplôme, Porter accepte un poste d'instructeur de peinture et de dessin à l'université Howard. Il devient ensuite président du département des arts, poste qu'il occupe jusqu'à sa mort en 1970. Porter fréquente l'Art Institute of New York City (en). Il étudie ensuite à l'Art Students League de New York. En 1935, Porter reçoit une bourse de l'Institute of International Education (en) et bénéficie d'une bourse de la Fondation Rockefeller qui lui permet d'étudier l'art en Europe. Il étudie l'art baroque à l'Institut d'art et d'archéologie de la Sorbonne. Il retourne aux États-Unis où il fréquente l'université de New York, où il obtient en 1937 une maîtrise en histoire de l'art. La thèse de maîtrise de Porter, qui fait ensuite l'objet d'un livre influent, Modern Negro Art, porte sur l'art et les artistes afro-américains,.
Pendant ses études, Porter a rencontré Dorothy Burnett, bibliothécaire à la branche de Harlem de la New York Public Library, où il a fait des recherches. Le 27 décembre 1929, Porter et Burnett se marient. Ils ont une fille, Constance Porter. Ils deviennent aussi des partenaires professionnels : Dorothy lui fournit notamment des informations bibliographiques essentielles à ses recherches. Tous deux travaillent à l'université Howard. Dorothy Porter est la directrice de la Fondation Moorland, connue plus tard sous le nom de Centre de recherche Moorland-Spingarn. Elle y développe et catalogue des informations sur les artistes afro-américains.

### Carrière
Porter enseigne à l'université Howard pendant plus de quarante ans, aux côtés d'artistes tels que James Lesesne Wells (en) et Lois Mailou Jones. Il dirige le département des arts et a été directeur de la galerie d'art de 1953 à 1970. David C. Driskell, l'un des étudiants de Porter à Howard, s'est souvenu, lors d'un entretien avec Xavier Nicholas, qu'il était le seul étudiant dans son cours de « Negro Art » un semestre, mais « Il a donné ce cours comme s'il y avait cent étudiants ».
Il publie Modern Negro Art en 1943, la première étude complète de l'art afro-américain aux États-Unis. Porter place de manière décisive les artistes afro-américains dans le cadre de l'art américain. Il est le premier à reconnaître et à documenter les contributions significatives de ces artistes à l'histoire de l'art américain. Grâce à l'approche systématique de Porter, l'art noir moderne devient et reste le fondement de l'histoire de l'art afro-américain et des textes ultérieurs. L'intérêt de Porter pour les artistes d'ascendance africaine presque oubliés et souvent ignorés a été suscité par la lecture d'un bref article sur le paysagiste afro-américain Robert Scott Duncanson. En raison de la brièveté de l'article, Porter a suivi sa curiosité pour faire des recherches sur Duncanson et d'autres artistes d'ascendance africaine.

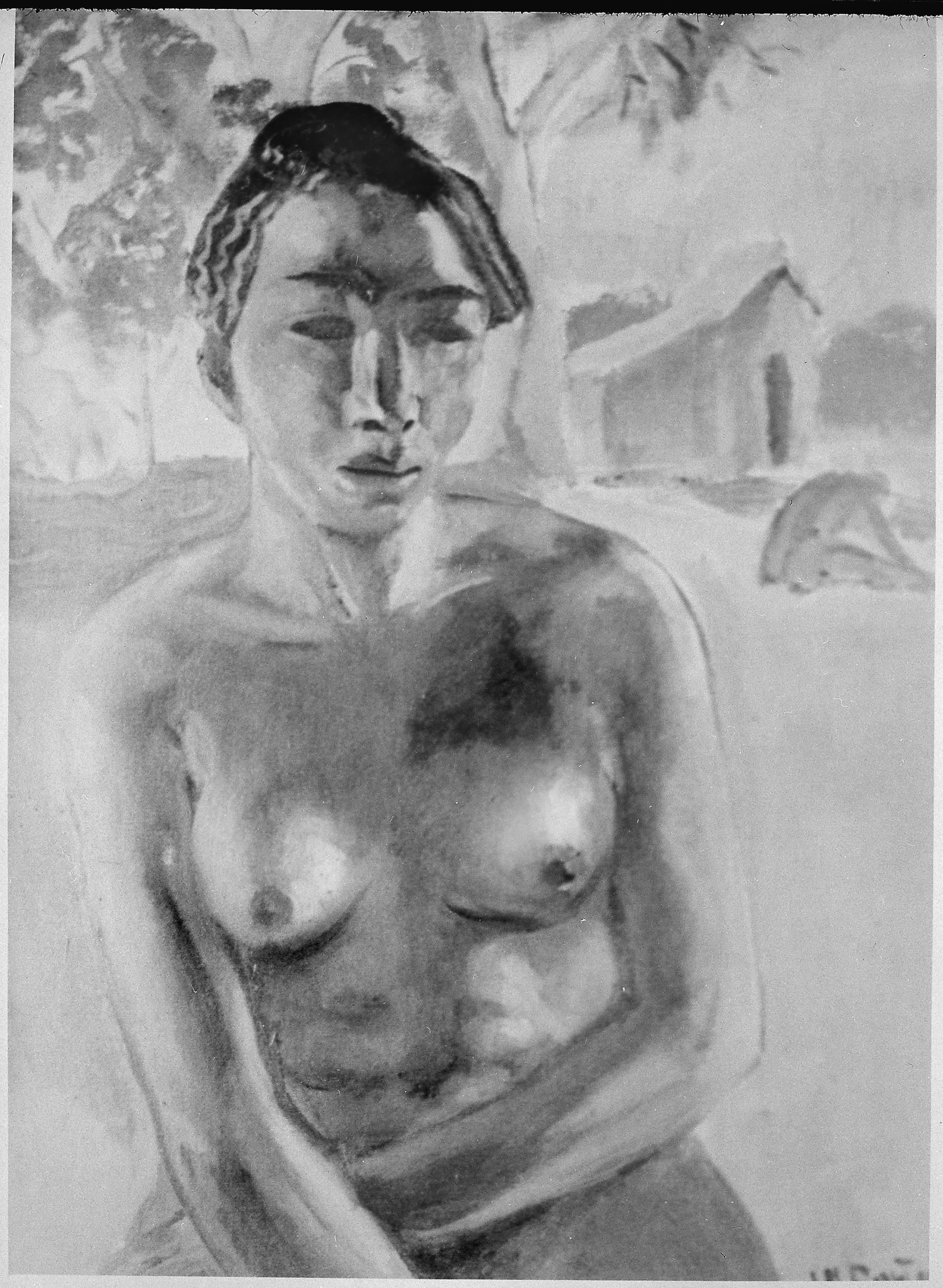
African Nude
(1934, National Archives at College Park).

Porter bénéficie d'une bourse de la Fondation Rockefeller en 1945. Il prend un congé de l'enseignement et passe un an à Cuba de 1945 à 1946, étudiant l'art et la culture à Cuba et en Haïti. Là, les sujets de Porter comprennent la classe paysanne et les paysages du pays. Bien que son travail en Haïti se concentre sur des sujets similaires à ceux d'autres artistes noirs qui se sont tournés vers Haïti pour s'inspirer, tels que William Edouard Scott et Aaron Douglas, son approche du sujet diffère. Il ne peint pas ses sujets haïtiens comme simplement pittoresques et crée des figures monumentales des « femmes du marché » qu'il voie. Les peintures et les écrits de Porter ont encouragé les Américains à résister à l'envie de voyager en Haïti et de se perdre dans le pittoresque qu'elle recèle en surface. Dans un essai écrit par Porter en 1946 pour le magazine Opportunity, intitulé Picturesque Haiti, il écrit : « Il est tout à fait trop facile de faire la gaffe esthétique que l'on commet si facilement en présence du nouveau et de l'étrange, c'est-à-dire de dire de la vie ou du paysage haïtien : « Oh, comme c'est pittoresque ! ». » Si ses peintures réalisées en Haïti mettent en scène les mêmes personnages que d'autres artistes de l'époque, il les entoure non pas de la générosité d'une île tropicale imaginée, mais de débris urbains. La représentation des pressions et des luttes économiques qui ont façonné le monde des Haïtiens qu'il a peints sépare son œuvre des autres artistes inspirés par Haïti avant lui. Ses recherches approfondies sur Haïti, Cuba et l'Afrique de l'Ouest l'incitent à créer des cours à Howard sur l'« art latino-américain » et l'« art et l'architecture africains ». En 1955, il reçoit une bourse du Belgium-American Art Seminar et étudie l'art flamand et néerlandais du XVIe au XVIIIe siècle. Grâce à une bourse du journal Evening Star, Porter se rend en Afrique du Sud en 1963 pour étudier l'architecture ouest-africaine. Il a réalisé vingt-cinq peintures sur des thèmes sud-africains pendant son séjour dans ce pays.
L'œuvre de Porter a été présentée dans de nombreuses expositions collectives au cours de ses quarante années de carrière. En 1940, ses œuvres sont présentées à l'American Negro Exposition (en) de Chicago, et en 1948, il organise une exposition personnelle de ses œuvres à la Barnett-Aden Gallery (en) de Washington, D.C..
James A. Porter meurt à Washington DC le 28 février 1970 à l'âge de 64 ans.

## Prix et reconnaissance
- Lauréat du Prix Schomburg du portrait, décerné par la Fondation Harmon (en), pour le tableau intitulé Woman Holding a Jug (Femme tenant une cruche, 1930)[3].
- Honoré par le président Lyndon Johnson, à l'occasion du vingt-cinquième anniversaire de la fondation de la National Gallery of Art, comme l'un des hommes d'art les plus remarquables d'Amérique[8].
- En 1990, l'université Howard a créé un colloque académique nommé en l'honneur de Porter et l'a depuis organisé chaque année. Chaque année, le colloque attire des chercheurs éminents et émergents dans le domaine d'étude qu'il a contribué à établir. Parmi les présentateurs figurent des étudiants de Porter tels que David C. Driskell et Tritobia Hayes Benjamin (en), ainsi que d'autres auteurs et artistes importants, tels que Lowery Stokes Sims (en), Richard A. Long (en), Richard Powell, Judith Wilson (d), Samella Lewis (en) et Deborah Willis[9].

Le 25 février 2010, les Swann Galleries (en) ont vendu aux enchères d'immenses archives de matériel de recherche amassé par Porter, comprenant des photographies, des lettres, des catalogues d'exposition, des livres d'art, des prospectus et des données bibliographiques sur d'importants artistes afro-américains. Acquis par l'université Emory, ces papiers comprennent la correspondance de pratiquement tous les grands artistes afro-américains depuis les années 1920 : Romare Bearden, Lois Mailou Jones, Meta Vaux Warrick Fuller, Elizabeth Catlett, Hughie Lee-Smith (en), et bien d'autres.